# Casa de Ciência e Tecnologia da Cidade de Aracaju Galileu Galilei
A CCTECA - Galileu Galilei (Casa de Ciência e Tecnologia da Cidade de Aracaju), conhecida como Planetário de Aracaju, foi inaugurada no dia 22 de março de 2009, tendo o 1º planetário totalmente digital implantado no País, é um projeto piloto do Governo Federal que visa instalar centros de estímulos e divulgação  científica  e tecnológica em todo o país.Em Sergipe o projeto foi financiado através do Ministério da Ciência e Tecnologia em parceria com a Prefeitura Municipal de Aracaju, através do órgão SEPLAN e com a consultoria da Universidade Federal de Sergipe. A CCTECA - Galileu Galilei tem como principais objetivos a democratização do ensino das ciências entre os cidadãos do Estado de Sergipe, além de promover o ensino das ciências na rede escolar pública e privada, através de seus experimentos científicos, interativos e pedagógicos e ainda a divulgação das ciências na mídia e na área turística (Turismo Cientifico) na Cidade de Aracaju.

## Estrutura e história

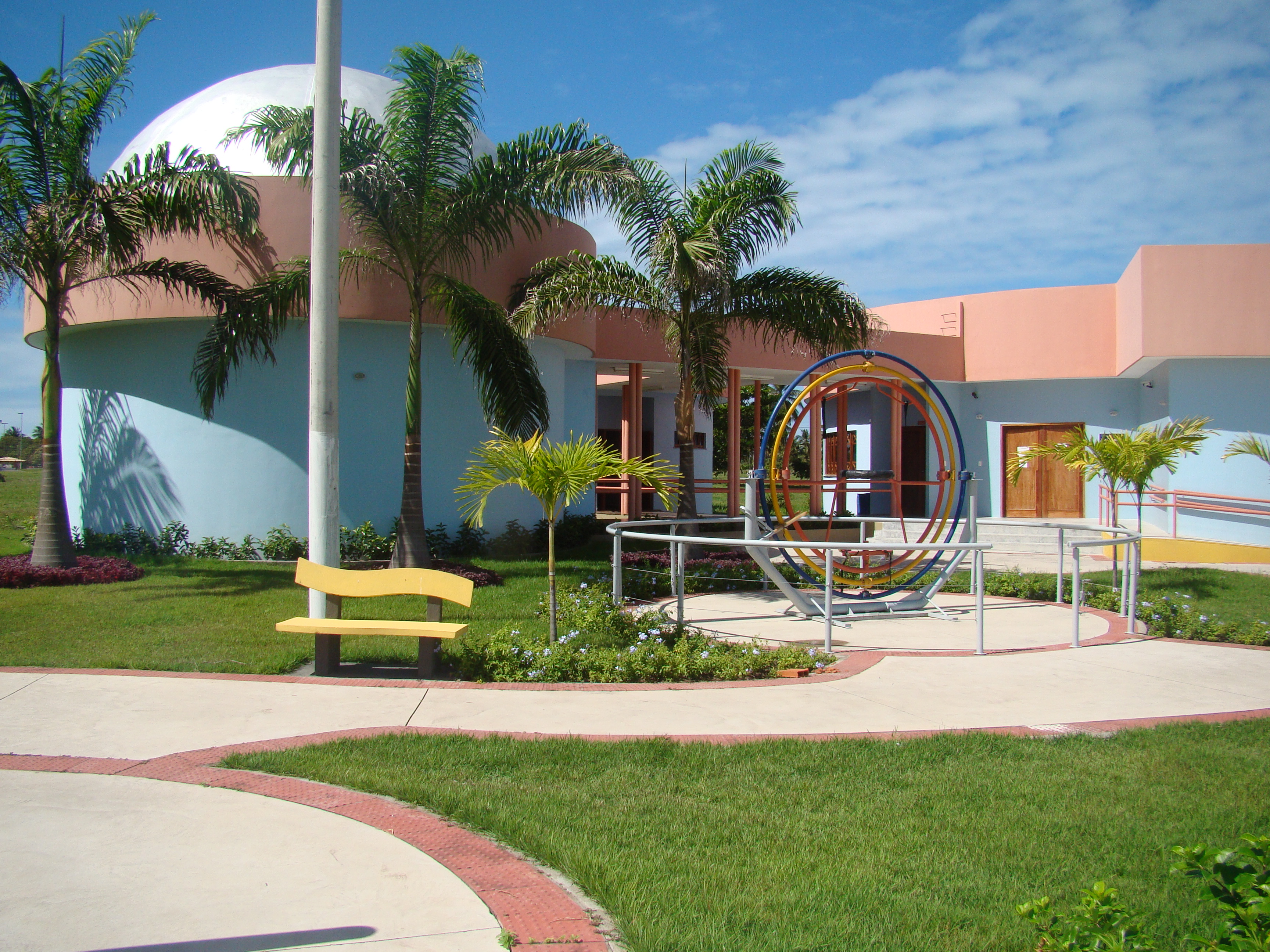
Área Externa da CCTECA - Galileu Galilei

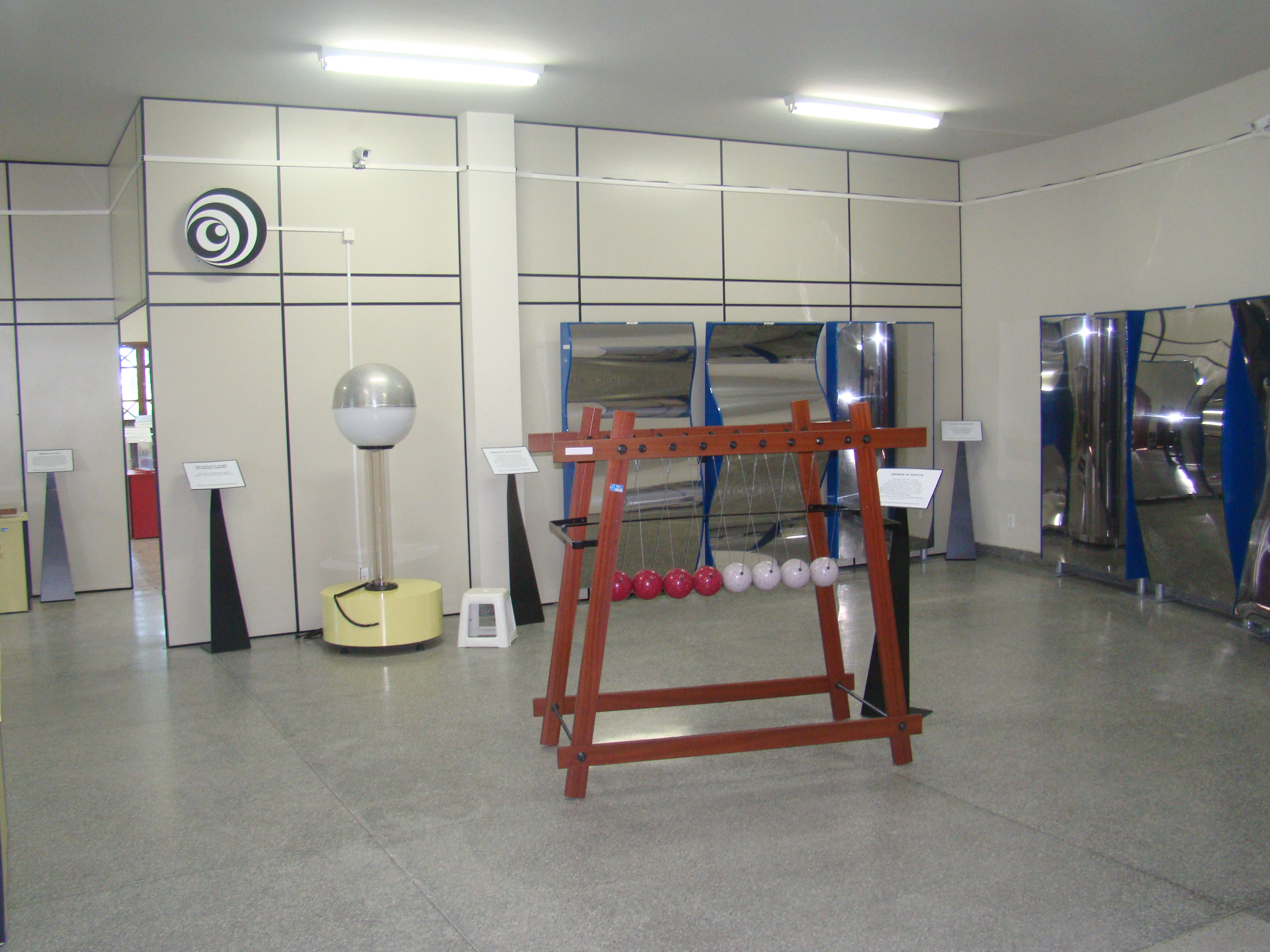
Salão principal da CCTECA Galileu galilei

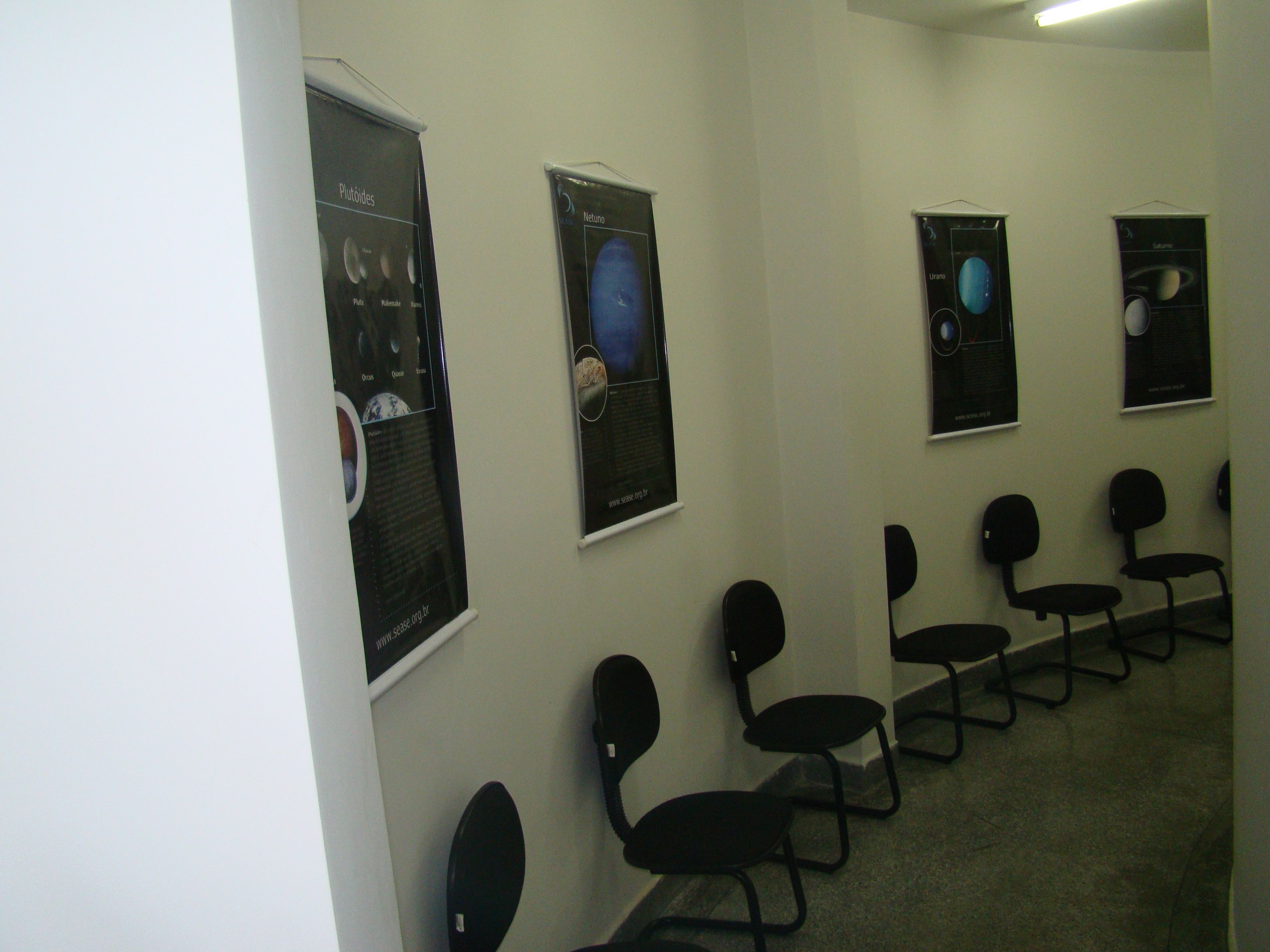
Galeria do universo - Área interna do Planetário da CCTECA Galileu Galilei

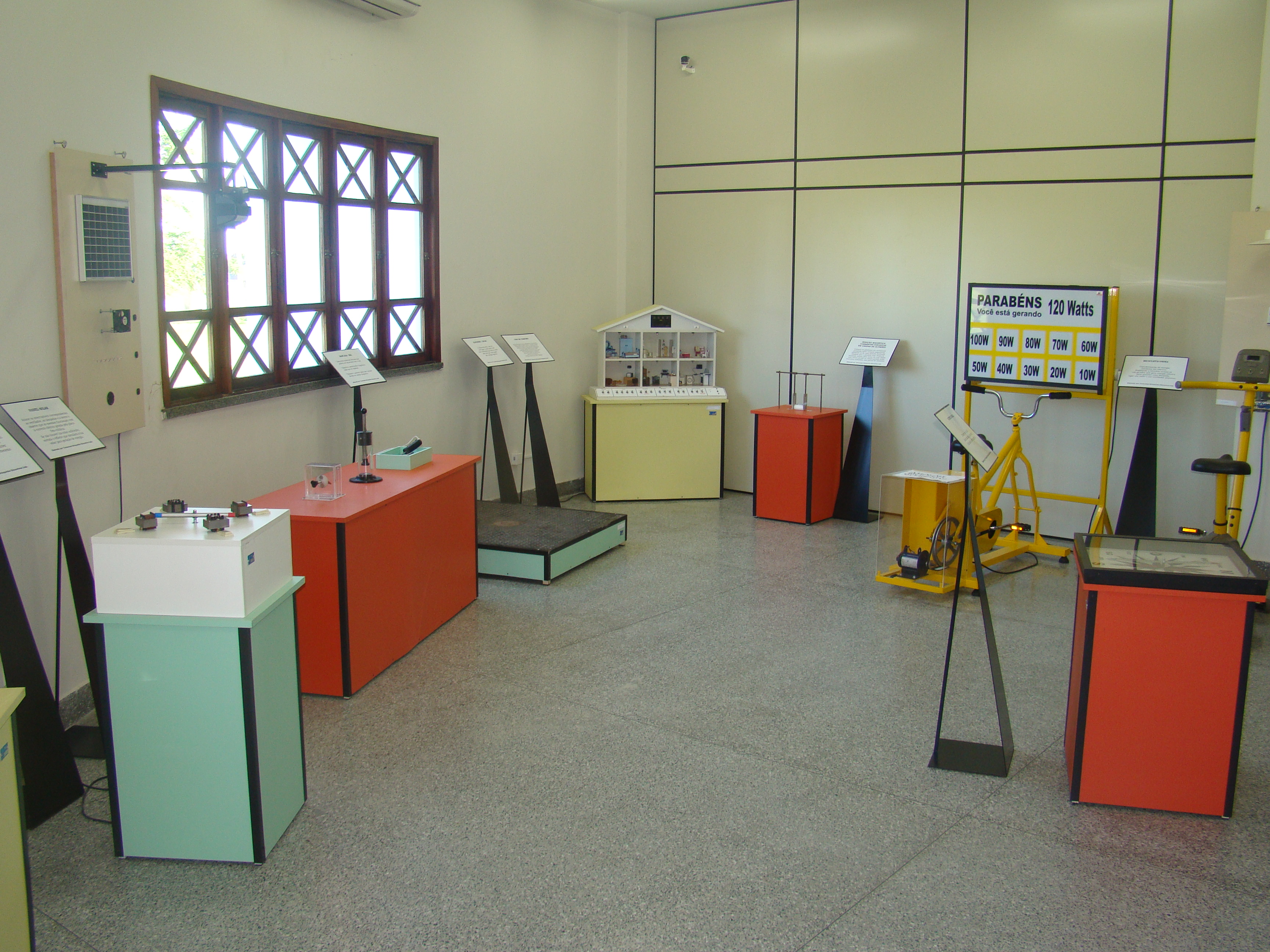
Sala de eletricidade da CCTECA Galileu Galilei

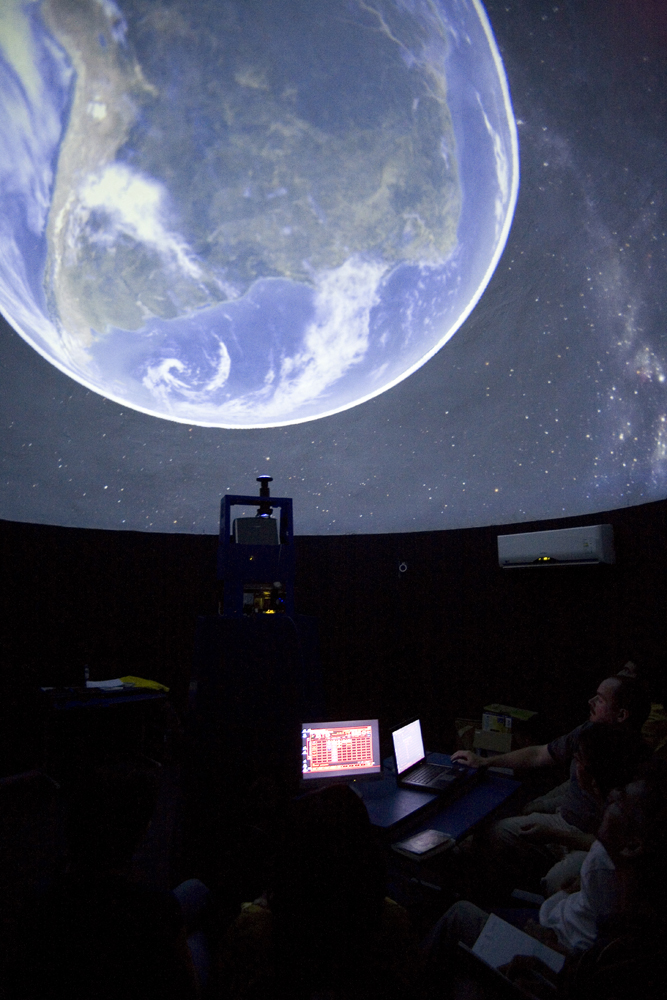
Planetário da CCTECA Galileu Galilei

A CCTECA Galileu Galilei, consta de uma área de 558 m², está dividida em três setores básicos: o Planetário, o setor administrativo e o setor principal contendo um grande salão intitulado – Experimentoteca onde podemos encontrar diversos experimentos didáticos e interativos especialmente elaborados para o ensino de Física, Matemática, Química, informática, Astronomia e ciências em geral . A CCTECA Galileu Galilei está vinculada à SEMED – Secretaria da Educação do Município de Aracaju.
PLANETÁRIO - A CCTECA Galileu Galilei abriga em suas instalações um Planetário de pequeno porte, com uma cúpula externa de 6m de diâmetro construída em aço e fibra de vidro, revestida com madeirite e gesso, contendo em seu interior 31 assentos confortáveis em ângulos de 20º e 30º com sistema de som digital (Douby Sound), em sala climatizada. No centro da cúpula encontra-se um projetor digital de última geração-Definiti II PD ,foi 'primeiro instalado no país' desenvolvido pela empresa Norte-Americana Sky-Skan, representada no Brasil pela OMNIS LUX. O programa simulador (Digital Sky-2) é capaz de projetar e simular em 3D imagens realísticas de planetas, estrelas, galáxias, nebulosas, exposição de vídeos e imagens  que nos transportam a uma  grande viagem através do  Universo.
A galeria do universo fica área interna da cúpula do planetário é possível obter informações atualizadas sobre as últimas descobertas da área da astronomia através de uma exposição permanente de banners  intitulada (Galeria do Universo) que contém 20 imagens surpreendentes sobre o espaço.
Talvez umas das parte mais interressante para o ensino de cíências é a "experimentoteca", área interna do prédio principal da CCTECA Galileu Galilei abriga um complexo contendo 111 (cento e onze) experimentos fabricados pela empresa paulista TECNORAMA, todos interativos, distribuídos em várias áreas: física, mecânica, óptica, acústica, eletroquímica magnetismo, hidrostática e hidrodinâmica, biologia, matemática  (8 experimentos com ênfase em jogos e quebra cabeças), sala de informática com 05 (cinco)computadores ligados à rede Internet e sala de Astronomia (pequeno simulador do Sistema Solar).
Dentre os diversos equipamentos da CCTECA pode-se ser destacado três que aguçam a curiosidade do público visitante: na área externa destacam-se o "Girotec" – equipamento formado por três círculos concêntricos que giram independentemente entre si  que simula ,em pequenos instantes , a ausência de  gravidade,as "Antenas Parabólicas"  que distanciadas a 50m permitem a comunicação direta  entre duas pessoas.Na área interna do complexo o destaque fica por conta do "Gerador de Van Der Graaf" – equipamento que gera cargas elétricas e permite eletrizar os cabelos dos curiosos. Todos os equipamentos instalados estão acompanhados por uma pequena plaqueta que explica e orienta o visitante sobre quais os procedimentos e objetivos de cada experimento, além da presença de estagiários treinados.
A CCTECA foi a terceira instituição a se envolver em astronomia no estado de Sergipe, a 1ª foi a SEASEe a segunda foi colégio aplicação da UFS, com o grupo de estudos: "Grupo de Astronomia do CODAP UFS" iniciado em 2007. Ambas (SEASE e CCTECA) fazem parceria na maioria dos eventos e atvidades de Astronomia no estado, sendo que ambas realizam mais de 50 observações com telescópios aberta ao público por ano, várias exposições e palestras na capital sergipana e também no interior. A CCTECA ainda participou da realização de duas das edições do "Encontro de Astronomia do Nordeste", em 2009 quando ainda era chamado de Encontro Interestadual de Astronomia (V EINA) e em 2015 o XV Encontro de Astronomia do Nordeste com participação de vários palestrantes de reconhecimento nacional e internacional, a exemplo da brasileira Rosaly Lopes. Desde 2010 a CCTECA e a parceira SEASE realizam a "Semana de Astronomia de Sergipe" que em 2015 ocorreu sua sexta edição "VI SEASE", além de outro evento para homenagear a semana da mulher.
Em março de 2019 a CCTECA atingiu a marca de 170 mil pessoas atendidas durantes suas atividades em toda sua existência. A CCTECA sempre realiza a algumas das atividades com parceria de outras instituições.

## Projetos
A CCTECA - Galileu Galilei oferece ao grande público - atividades e projetos desenvolvidos ao longo de todo o ano:

### Sessões no Planetário
Sessões diárias no planetário, com o uso de software capaz de projetar e simular em 3D imagens realísticas de planetas, estrelas, galáxias, nebulosas, exposição de vídeos e imagens que nos transportam a uma grande viagem através do Universo;

### Visitação à Experimentoteca
Espaço contendo vários salões atualmente com mais de 110 experimentos interativos das áreas de: física, matemática, informática (laboratório com 05, química, astronomia e Biologia (a sala de Biologia foi inaugurada em 14/12/2012);

### Observações com telescópios
Observações efetuadas mensalmente,desde o ano de 2009, em quatro dias de cada mês, no período de Lua Crescente e Lua Cheia, com o objetivo de localizar e observar planetas, identificar  constelações e outros objetos do céu. Esta atividade conta com o apoio da SEASE-Sociedade de Estudos Astronômicos de Sergipe- entidade amadora e sem fins lucrativos que desenvolvem trabalhos de pesquisa, ensino e divulgação nas áreas de Astronomia e Astronáutica;

### Caféconsciência
projeto executado mensalmente com o objetivo de debater com doutores, cientistas convidados e a comunidade em geral temas de importância para a sociedade, objetivando a aquisição de informações atualizadas e à formação de opinião crítica sobre os assuntos debatidos;

### Observação da Estação Espacial Internacional (ISS)
Este projeto tem como objetivo observar e estudar a ISS a olho nu durante a sua passagem pelo céu do Estado de Sergipe através de sugestões de atividades pedagógicas nas áreas de ciências em geral, tais como: matemática, física, química, história, artes, biologia etc., além de sugestões de temas para pesquisa sobre os efeitos e problemas que surgem durante a permanência dos astronautas no espaço;

### Jovem Cientista
Projeto de iniciação científica para alunos do 5° ao 9º ano, no qual são trabalhadas disciplinas como: História da ciência, elaboração de relatórios científicos, montagem de experimentos, xadrez, eletrônica, robótica, curso de memorização, curso de atenção, redação, física moderna e técnicas de aprendizagem de idiomas, com ênfase no aprendizado da língua inglêsa;

### Save the Planet
Visa recolher e reciclar todo o material produzido pela nossa instituição ou recolhido dos visitantes, tais como: pilhas, baterias de celular, garrafas PET e de vidro, latas em Alumínio, papel, papelão, plásticos que são direcionados a ONGs que trabalham com a reciclagem destes materiais;

### Caça ao corisco
Tem como objetivo localizar, identificar e classificar oficialmente, junto ao Observatório Nacional, qualquer meteorito que seja encontrado no Estado de Sergipe;

### Grupo de Estudo de Planetários (GEP)
Tem como objetivo estudar todos os aspectos que envolvem a história, construção, funcionamento e tecnologias empregadas em planetários analógicos e digitais e gerar material didático de ensino para os estagiários operadores do planetário;

### Astronomia no interior
Visa ministrar palestras gratuitas de Astronomia seguidas de observações com telescópios, além de incentivar a criação de grupos amadores de astronomia em todos os 75 municípios do Estado de Sergipe;

### Exposição de meteoritos
Exposição permanente de amostras de meteoritos da Lua, de Marte e de outros países;

### Paisagens cósmicas
Exposição permanente de vinte painéis coloridos de uma coleção de imagens em alta resolução do Universo intitulada "PAISAGENS CÓSMICAS”, elaborada e distribuida  para o Planetário durante a realização do Ano Internacional da Astronomia (IYA2009);

### Consultoria
Ainda é oferecida pela mesma consultoria gratuita para seleção e aquisição de equipamentos nas áreas de Astronomia e Astronáutica; Serviço de informações sobre os fenômenos astronômicos; divulgação e promoção de eventos científicos da cidade; promoção de palestras sobre Astronomia e temas afins para escolas e para a comunidade da cidade de Aracaju;

### Apresentação em um programa de rádio
Apresentação mensal de um programa de rádio apresentando sempre  as últimas notícias e descobertas nas áreas de Astronomia e Astronáutica na emissora de rádio AM APERIPÊ na faixa de 630 KHz.
Estão a maioria das atrações oferecidas ao público que visita a o museu de ciências de Aracaju.

## Experimentos da Casa
Entre os principais experimentos da CCTECA - Galileu Galileu destacam-se: O Disco de Newton, o Gerador de Van de Graaff, Pêndulo de Newton,  Painel solar , Biscicleta geradora de eletricidade, Anel Saltador ou anel de Thomson, Disco de Benham,,  Efeito Estroboscópio, Caleidoscópio Gigante, Teorema de Pitágoras, Torre de Hanói,Eletroímã, Globo de plasma, Experimento da Torre de Pisa, Cadeira giratória, Tubos sonoros, Pêndulo caótico, Tensão superficial, Câmara escura,  Sistemas de roldanas.